# Томислав Трифуновић
Томислав Трифуновић (Мали Поповић, Јагодина 22. фебруар 1947) српски је глумац.

## Живот
Отац је глумаца Сергеја и Бранислава Трифуновића.
Томислав Трифуновић је прве позоришне улоге одиграо у Народном позоришту у Крушевцу, а затим у ужичком позоришту.
Године 2010. добија награду „Бора Михаиловић“ за животно дело, коју додељује Крушевачко позориште.

## Филмографија
| Год.       | Назив                                  | Улога                          |
| ---------- | -------------------------------------- | ------------------------------ |
| 1970.-те   |                                        |                                |
| 1975.      | Синови                                 | Лекар                          |
| 1978.      | Љубав и бес                            |                                |
| 1980.-те   |                                        |                                |
| 1981.      | Туга                                   |                                |
| 1986.      | Сиви дом                               | портир                         |
| 1988.      | Сулуде године                          |                                |
| 1987—1988. | Вук Караџић (серија)                   |                                |
| 1990.-те   |                                        |                                |
| 1991.      | Ноћ у кући моје мајке                  | механичар                      |
| 1994.      | Човек у празној соби                   | писац                          |
| 1993—1994. | Срећни људи                            | Ђорђе Калуђеровић - курир Ђока |
| 1995.      | Крај династије Обреновић               | осуђеник                       |
| 1997.      | Наша eнглескиња                        | српски војник                  |
| 1999.      | Десанка                                |                                |
| 2000.-те   |                                        |                                |
| 2002.      | Брег чежње                             |                                |
| 2003.      | Црни Груја                             | Криви Стојко                   |
| 2004.      | Скела                                  | Игуман                         |
| 2004.      | Кад порастем бићу Кенгур               | Брацин отац                    |
| 2006.      | Условна слобода                        |                                |
| 2006.      | Оптимисти                              |                                |
| 2006.      | Седам и по                             |                                |
| 2006.      | Реконвалесценти                        | старац                         |
| 2008.      | Сељаци (серија)                        | Арса                           |
| 2008.      | Село гори, а баба се чешља             | чистач                         |
| 2009.      | Неки чудни људи                        | Ђорђе Матић                    |
| 2009.      | Браћа                                  | отац                           |
| 2010.-те   |                                        |                                |
| 2010.      | Мој рођак са села                      | мајстор Чедомир                |
| 2012.      | Црна Зорица                            | гробар                         |
| 2012.      | Клевета                                |                                |
| 2012.      | Како сам остао без крила               | стари човек                    |
| 2013.      | Врата Србије: Мојсинска Света гора     | писар                          |
| 2015.      | Ургентни центар                        | Аркадије Степић                |
| 2017.      | Козје уши                              | писар                          |
| 2017.      | 33 одговора                            | Петар Срепловић                |
| 2017.      | Месо (серија)                          | Професор Стијовић              |
| 2017.      | Мамини синови                          |                                |
| 2018.      | Лијана                                 | чича                           |
| 2018.      | Немањићи — рађање краљевине            | руски калуђер                  |
| 2018.      | Месо                                   | Професор Стијовић              |
| 2018.      | Корени (серија)                        | старији Преровац               |
| 2019.      | Државни службеник                      | јувелир                        |
| 2019.      | Краљ Петар Први (серија)               | сељак Милан                    |
| 2019.      | Дуг мору                               | Стари Ђорђе                    |
| 2019.      | Слатке муке                            | ујка Миливоје                  |
| 2020.-те   |                                        |                                |
| 2021.      | Александар од Југославије (серија)     | одликовани старац              |
| 2021.      | Бележница професора Мишковића (серија) | Деда Вујадин                   |
| 2021.      | Авионџије (серија)                     | Радош Живковић, Горанов деда   |
| 2021.      | Феликс (серија)                        | Деда Симеон                    |
| 2021.      | Радио Милева (серија)                  | Разредни                       |
| 2021.      | Јунаци нашег доба                      | Петар Марковић “Чика Пера”     |
| 2022.      | Први мај                               |                                |